# Vespidae

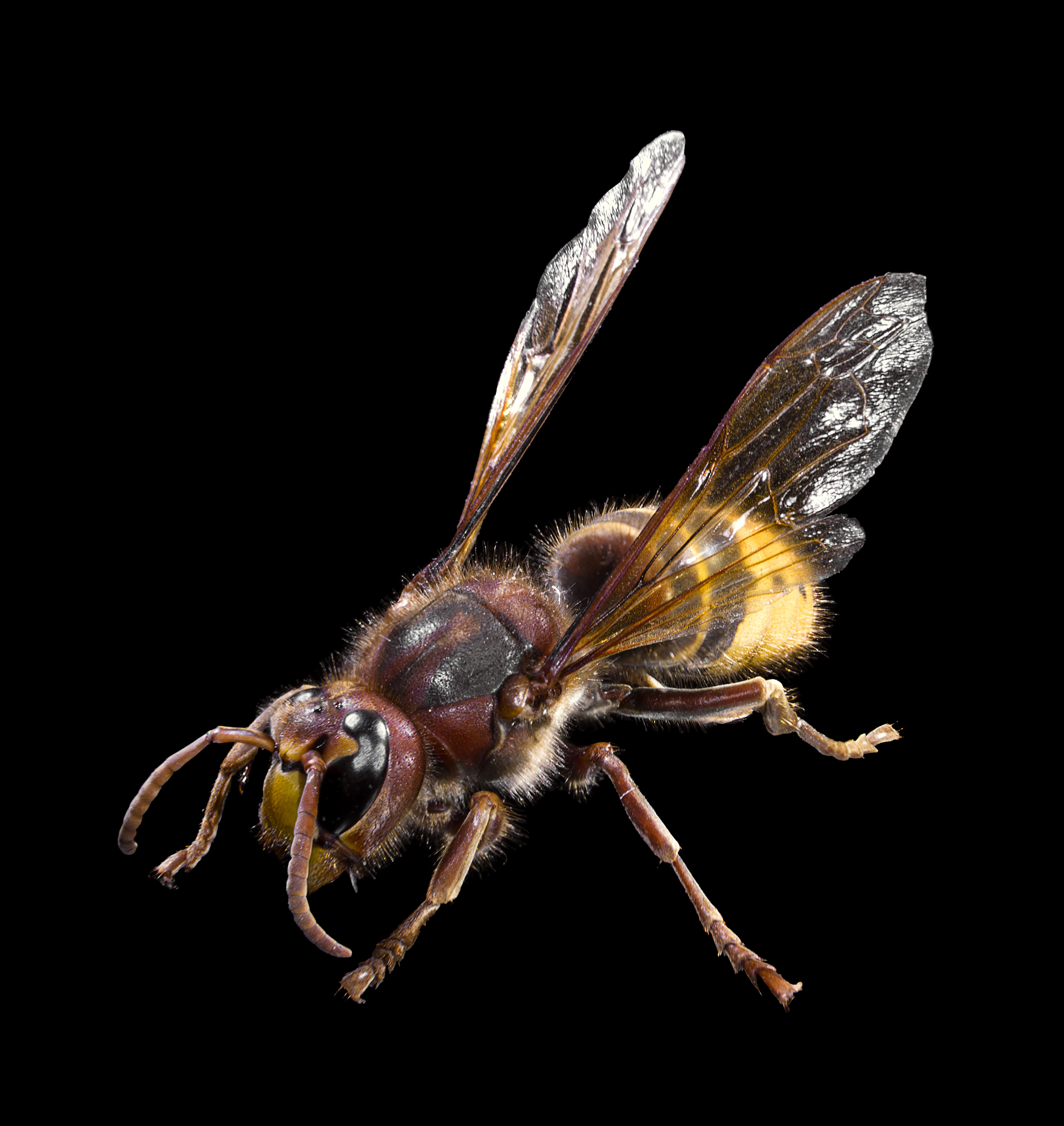
Vespa crabro

Vespidae este o familie taxonomică de insecte care face parte din ordinul Hymenoptera. Ea cuprinde ca. 5.000 de specii din care ca. 100 de specii trăiesc în Europa Centrală.

## Morfologie și mod de viață
Vespidele au aripi pliabile, ochi compuși de reniformi și toraco-abdomenul de culoare galbenă cu dungi transversale de culoare brună. Sunt insecte zburatoare care au un exoschelet dur, șase picioare zimțate și patru aripi. Femele au un ac la varful abdomenului. Viespea poate deveni foarte agresivă la sfârșitul verii. Se hrănește în special cu insecte, arahnide (precum paianjenii) și nectar dulce.
De familia Vespidele aparține subfamilia Vespinae sau viespii adevărați și subfamilia Polistinae. Vespidele pot trăi solitar sau în colonii.